# Good Day (groupe)
Good Day (coréen : 굿데이) était un girl group sud-coréen composé dix membres : Heejin, Genie, Cherry, Chaesol, Nayoon, Jiwon, Haeun, Viva, Bomin et Lucky. Formé par C9 Entertainment, le groupe fait ses débuts le 30 août 2017, avec leur premier et unique EP All Day Good Day.  
Le groupe a été dissous puisque C9 Entertainment a annoncé le girl group C9 Girlz (plus tard nommé Cignature), le 11 novembre 2019.

## Histoire

### Pré-débuts
En 2012, Haeun faisait partie de Littles, un girl group de trois membres sous Nega Network, mais n'a jamais fait ses débuts et le groupe a seulement sorti un OST pour le drama The Great Seer. En 2013, Heejin a participé à la Superstar K5 et a terminé à la troisième place. En 2015, elle a sorti son premier single intitulé To Reach You, avec le rappeur Olltii. Elle a également chanté des OST pour les dramas Late Night Restaurant et Into the Flames. Bomin est apparue dans le film No Breathing,. Quant à Jiwon, elle était mannequin pour Sonyunara, un site internet de mode.

### 2017-2018: débuts etThe Unit
En juillet 2017, C9 Entertainment a annoncé le lancement de son premier girl group. Leur nom temporaire était C9 Girls. Les dix membres seront révélées du 7 au 12 juillet, et feront leurs débuts sous le nom de Good Day,,,. Avant leurs débuts, GOOD DAY 2 U, l'émission de télé-réalité du groupe a été diffusée du 20 juillet au 10 août via Naver V Live. 
Les Good Day font leurs débuts le 30 août avec leur premier EP All Day Good Day et le titre et clip vidéo de la piste principale Rolly, dans lequel apparaît Bae Jin-young. L'EP comprend trois morceaux des sous-unités du groupe : Good Morning, Good Night et Midnight. Leur premier mini-concert a lieu le 3 septembre, au Yes24 Live Hall.  
En octobre 2017, six membres du groupe : Heejin, Genie, Chaesol, Jiwon, Viva et Lucky rejoignent la série de télé-réalité The Unit. Genie et Chaesol furent éliminées lors du premier tour d'élimination à l'épisode 7. Heejin, Viva et Lucky furent éliminées lors du troisième tour d'élimination à l'épisode 13. Jiwon terminera onzième et ne pourra faire partie d'UNI.T.

### 2019-2020: re-débuts avec Cignature et Redsquare après la dissolution
Le 11 novembre 2019, C9 Entertainment a confirmé le lancement d'un futur girl group nommé temporairement C9 Girlz. La première membre à être présentée est Jiwon, qui fera ses débuts sous le nom de scène Jeewon. Le 13 novembre, Chaesol est annoncée et un jour plus tard, Viva, qui fera ses débuts sous le nom de scène Sunn, a été présentée comme autre membre du groupe. Lucky, qui fera ses débuts sous le nom de scène Belle, a été présentée le 15 novembre et Haeun, qui fera ses débuts sous le nom de scène Ye Ah, sera introduite le 16 novembre.  
Le 14 janvier 2020, il est confirmé que les cinq anciennes membres de Good Day feront leurs débuts à travers au sein d'un girl group de sept membre nommé Cignature. Le groupe fait ses débuts le 3 février 2020, avec le single NUN NU NAN NA.  
Heejin fait actuellement partie de l'équipe de production Solcire et a participé à la production de chansons pour Ong Seong-wu.  
Le 4 mai 2020, il a été confirmé que les quatre anciennes membres de Good Day : Genie, Cherry, Nayoon et Bomin - qui ont toutes quitté C9 Entertainment - feront leurs débuts au sein d'un nouveau girl group de cinq membres nommé Redsquare sous About Entertainment le 19 mai.  Cherry fera ses débuts sous le nouveau nom de scène ChaeA, tandis que Genie sous le nouveau nom de scène Green, et Nayoon sous le nouveau nom de scène Ari,,.

## Anciens membres

### Good Morning
- Genie (coréen : 지니)
- Nayoon (나윤)
- Jiwon (지원)
- Bomin (보민 )
- Lucky (럭키)

### Good Night
- Heejin  (희진) - Leader
- Haeun (하은)

### Midnight
- Cherry (체리)
- Chaesol (채솔)
- Viva (비바)

## Discographie

### Mini-albums (EPs)
| Titre            | Détails de l'album                                                                      | Meilleures positions | Ventes        |
| Titre            | Détails de l'album                                                                      | KOR                  | Ventes        |
| ---------------- | --------------------------------------------------------------------------------------- | -------------------- | ------------- |
| All Day Good Day | - Sortie: 30 août 2017 - Label: C9 Entertainment - Format: CD, téléchargement numérique | 19                   | - KOR: 1 728+ |

### Bandes originales
| Titre                    | Année | Membre | Meilleures positions | Ventes | Album                                    |
| Titre                    | Année | Membre | KOR Gaon             | Ventes | Album                                    |
| ------------------------ | ----- | ------ | -------------------- | ------ | ---------------------------------------- |
| Shelter (ft. Lee To-han) | 2017  | Heejin | NC                   | NC     | Because This Is My First Life OST Part 6 |

## Filmographie

### Clips vidéos
| Titre | Année | Notes (s)                          |
| ----- | ----- | ---------------------------------- |
| Rolly | 2017  | Apparition de Bae Jin-young de CIX |

### Émissions
| Année | Titre        | Réseau      | Notes                                      |
| ----- | ------------ | ----------- | ------------------------------------------ |
| 2017  | GOOD DAY 2 U | Naver V App | 4 épisodes                                 |
| 2017  | The Unit     | KBS2        | Heejin, Genie, Chaesol, Jiwon, Viva, Lucky |